# Aranguez
Aranguez es una localidad de Trinidad y Tobago, que forma parte de la región de San Juan-Laventille.

## Geografía
La localidad abarca parte de la isla Trinidad y limita al norte con San Juan, Petit Bourg y Mt. Lambert, al sur con El Socorro Extension, al este con Mt. Lambert y al oeste con El Socorro.

## Demografía
Datos demográficos de la localidad de Aranguez:
| Gráfica de evolución demográfica de Aranguez entre 2000 y 2011 |
|                                                                |